# Landon Deireragea
Landon Deireragea (ur. 16 maja 1960) – nauruański polityk, tymczasowy przewodniczący Parlamentu Nauru od lipca 2010 do 1 listopada 2010.
Do parlamentu dostał się po raz pierwszy w 2008, reprezentując okręg wyborczy Ewa i Anetan. Pełnił funkcję wiceprzewodniczącego Komisji Przywilejów. W wyborach z kwietnia i czerwca 2010 uzyskiwał reelekcję. W XIX (kwiecień - czerwiec 2010) i XX kadencji był wiceprzewodniczącym Rady Ustawodawczej. Po zdymisjonowaniu przez prezydenta Marcusa Stephena opozycyjnego przewodniczącego izby Aloysiusa Amwano (8 lipca 2010), na posiedzeniu parlamentu 9 lipca odczytał oświadczenie stwierdzające, że tymczasowo objął stanowisko spikera. 
1 listopada 2010, w wyniku ugody między zwolennikami prezydenta Stephena a opozycją, stanowisko spikera objął Ludwig Scotty. 
W wyniku wyborów z 8 czerwca 2013 roku, znalazł się poza izbą (w jego miejsce, do parlamentu wszedł Cyril Buramen).